# Lăpugiu de Jos
Lăpugiu de Jos é uma comuna romena localizada no distrito de Hunedoara, na região histórica da Transilvânia. A comuna possui uma área de 104.40 km² e sua população era de 1609 habitantes segundo o censo de 2007.